# Йохан Хайнрих Вилхелм Тишбайн
Йохан Хайнрих Вилхелм Тишбайн, наричан „Гьоте-Тишбайн“ (на немски: Johann Heinrich Wilhelm Tischbein, „Goethe-Tischbein“; * 15 февруари 1751 в Хайна (манастир); † 26 февруари 1829 в Ойтин) е германски художник от хесенската художническа фамилия Тишбайн.
Той е син на Йохан Конрад Тишбайн (1712 – 1778), манастирски дърводелец от Хайнау. Той е ученик на чичо му Йохан Якоб Тишбайн в Хамбург.
От 1777 г. той е успешен художник портретист в Берлин, където през 1778 г. е приет в Масонската ложа. През 1779 г. отива в Рим със стипендия от „Академията Касел“. През 1783 г. получава в Рим, по препоръка на Йохан Волфганг фон Гьоте, стипендия от 100 дукати годишно от херцог Ернст II Лудвиг фон Саксония-Гота-Алтенбург.
През 1887 г. Тишбайн получава от банкерската фамилия Ротшилд подарък „Städelschen Kunstinstitut“ във Франкфурт на Майн.
От 1789 до 1799 г. е директор на академията по изкуство (Accademia di Belle Arti) в Неапол. От 1808 г. работи в двора на принц-регент Петер I фон Олденбург. Оттогава до смъртта си 1829 г. живее в Ойтин.
Синът му Петер Фридрих Лудвиг Тишбайн е лесничей и природоизпитател.
- Автопортрет (1785)
- Рождената му къща в манастир Хайна
- Дъщеря му Ернестина (1810)